# الشركة السعودية العالمية للبتروكيماويات
الشركة السعودية العالمية للبتروكيماويات وتعرف اختصارا سبكيم شركة سعودية سابقة كانت مدرجة في السوق المالية السعودية، حتى اندمجت بتاريخ 20 مايو 2020، مع شركة الصحراء للبتروكيماويات وتكوين كيان جديد باسم شركة الصحراء العالمية للبتروكيماويات.

## التأسيس
تأسست هذه الشركة في 22/12/1999م برأس مال يبلغ حالياً 3.3 مليار ريال سعودي.

## النشاط
تستثمر سبكيم بشكل نشط في الصناعات البتروكيماوية والكيماوية، بنوعيها الأساسية والوسيطة وذلك لإنتاج المواد المستخدمة في صناعة العديد من المنتجات الكفيلة بتحسين مستوى حياة الإنسان في كافة أنحاء العالم.

## الطاقة الإنتاجية
سبكيم تنتج مليون طن متري سنويا من مادة الميثانول و75 ألف طن متري سنويا من مادة البيوتانديول.

## الشركات التابعة لها
- الشركة العالمية للميثانول
- الشركة العالمية للدايول
- الشركة العالمية للتسويق
- الشركة العالمية للأسيتيل
- الشركة العالمية للفينيل
- الشركة العالمية للغازات
- الشركة العالمية للمنافع
- الشركة العالمية للبوليمرات

## مراحل النمو المستقبلية للشركة
ولتحقيق نمو قابل للاستمرار، فإن سبكيم تبحث باستمرار عن فرص التطور والتجديد والابتكار.
ففي النصف الثاني من عام 2006م، بدأت سبكيم في إنشاء مجمع مشاريع الأسيتيل الذي يتألف من ثلاثة مصانع هي: مصنع حمض الأسيتيك (الخليك) (460 ألف طن متري سنويا) ومصنع خلات الفينيل الأحادي (330 ألف طن متري سنويا) ومصنع أول أكسيد الكربون (345 ألف طن متري سنويا). ومن المقرر أن يبدأ التشغيل التجاري لهذه المصانع الثلاثة في الربع الثاني من عام 2009م .
وفي أطار خطة الشركة التوسعية للمرحلة الثالثة، تعكف «سبكيم» حالياً على دراسة إنشاء مجمع لإنتاج الأوليفينات ومشتقاته، وسوف يتألف المجمع من تسعة مصانع متكاملة لإنتاج منتجات كيماوية ذات قيمة مضافة بطاقة إنتاجية تصل إلى 800,000 طن متري سنوياً، ومن المقرر تشغيل مجمع الأوليفينات في عام 2013م .
وبالبدء في تنفيذ هذه المرافق الإضافية فإن سبكيم تؤكد على عزمها لتصبح واحدة من أكبر مجمعات البتروكيماويات المتكاملة المملوكة للقطاع الخاص في الشرق الأوسط. تلتزم سبكيم في تنفيذ أنشطتها بأعلى معايير الجودة في الإنتاج دون تفريط بالتزامها بالمحافظة على البيئة وعلى سلامة موظفيها والمجتمع بوجه عام.